# Kamikaze (Manga)
Kamikaze (jap. 神・風, Kami Kaze) ist eine abgeschlossene Manga-Serie des japanischen Zeichners Satoshi Shiki. In dieser detailliert gezeichneten Fantasy-Reihe treffen Action, Humor, Erotik und japanische Mystik aufeinander.

## Veröffentlichungen
Kamikaze erschien in Japan von 1997 bis 2003 in Einzelkapiteln im Manga-Magazin Afternoon des Kodansha-Verlages. Diese Einzelkapitel wurden auch in sieben Sammelbänden zusammengefasst.
Auf Deutsch ist die Serie von 2001 bis 2004 vollständig bei Planet Manga erschienen.
Außerdem wurde die Serie unter anderem auch in den USA und in Frankreich veröffentlicht.

## Handlung
Die Handlung dreht sich um den sogenannten Clan der Abtrünnigen, die verborgen in der Gesellschaft existieren. Der Clan ist in vier Sippen aufgeteilt: die des Feuers, des Wassers, der Erde und des Windes. Die Menschen vom Clan besitzen ihrer Sippe entsprechend die Fähigkeit, mit den vier Elementen umzugehen. Ursprünglich kämpften die Sippen gegen 88 Dämonen, die sie besiegten und vor langer Zeit versiegelten. Heutzutage beschützen sie jeweils ein magisches Tor, hinter dem ein Teil der monströsen, gefährlichen 88 Dämonen versiegelt wurde. Die Tore können nur geöffnet werden, wenn der Wächter des Tores sein Blut darauf vergießt.  
Kamuro Ishigami ist der Herr der Erde. Es ist von Geburt an seine Aufgabe, Misao, die Frau des Wassers, zu beschützen. Dazu wurde ihm das heilige Schwert Kamikaze anvertraut. Kamuro weiß allerdings nur, dass Misao in Tokio zu finden ist, und macht sich auf die Suche. Aber nicht nur er sucht Misao, auch andere möchten sie finden.
Der Grund dafür sind die zwei unterschiedlichen Geschichtsschreibungen des Clans. Lord Higa und Lord Kaede, Herr über die Sippe des Feuers und Frau der Sippe des Windes, glauben fest daran, dass es ihnen vorherbestimmt ist, die 88 Dämone wieder zu erwecken. Aus diesem Grund soll die Frau des Wassers entführt werden. Sie soll ihr Blut über das Tor des Wassers vergießen um ihren Teil der 88 Dämonen zu befreien. 
Die Sippe der Erde glaubt allerdings nicht an diese Geschichtsschreibung und will die Erweckung verhindern. Misao, die sich nicht an den Clan erinnert, muss nun wählen, wem sie folgen will. Da sie Kamuro als Beschützer im Regen gesehen hat, schließt sie sich ihm an. 
Trotzdem gelingt es Ai-Guma, die sich als Mitschülerin von Misao ausgibt, und anderen Untergebenen Lord Higas Misao zu entführen. Und auch Kamuro kann sich der Übermacht der beiden anderen Sippen nicht erwehren und muss hilflos mit ansehen, wie durch sein Blut das Tor der Erde geöffnet wird und ein Teil der Dämonen entflieht. Die Dämonen greifen sofort alle an. Damit haben Higa und Kaede nicht gerechnet und auch ihre Untergebenen Kikunosuke und Rikimaru sind verwirrt, folgen aber weiterhin ihrem Lord. Erst als Kayano, der Herr der Sippe des Himmels auftaucht, alle anderen Dämonen befreit werden und Chaos auf der Erde ausbricht, kämpfen alle Sippen gemeinsam gegen die Dämonen um die Welt zu erhalten.
Die Geschichte fokussiert nicht nur auf dem Hauptstrang der Erzählung, sondern gibt auch Erinnerungsfetzen und die Vergangenheit einiger anderer Personen wieder.

## Personen

### Die Sippe der Erde
- Kamuro Ishigami – Herr der Erde, sucht Misao und will die beschützen. Er will die Wiederaufweckung der 88 Dämonen verhindern.
- Deidara – Kamuros Großvater und vorheriger Herr der Erde. Er muss sterben, damit Kamuro stärker werden kann.

### Die Sippe des Wassers
- Misao Mikogami – ist eine Waise, die bei einer Nonne untergekommen ist. Sie erinnert sich nicht daran, dass sie die Frau des Wassers vom Clan der Abtrünnigen ist. Sie will alle Menschen retten, deswegen nimmt sie ihre Aufgabe schließlich an.
- Sae – ist Misaos Großmutter und die alte Frau des Wassers. Bevor sie stirbt, kann sie Misao noch helfen.

### Die Sippe des Feuers
- Lord Higa (Yuh Higa) – ist der Herr des Feuers. Auf Grund von falschen Erinnerungen, die ihm Kayano gegeben hat, will er die 88 Dämonen erwecken und lässt Misao entführen.
- Kikunosuke – war ursprünglich ein normaler Mensch und gehörte nicht zum Clan der Abtrünnigen. Er wurde, nachdem er seine Adoptiveltern umgebracht hatte, von Lord Higa aufgenommen.
- Rikimaru – ist ein Untergebener Lord Higas. Er ist sehr stark und hat eine kleine Tochter.
- Rihei – ist ein Untergebener Lord Higas, der cyborgähnlich mit einem künstlichen Arm ausgestattet ist.

### Die Sippe des Windes
- Lord Kaede – ist die Frau des Windes. Sie tötet Sae um die Dämonen zu wecken. Sie hat zusammen mit Lord Higa ein Kind.
- Ai-Guma – gibt sich als Misaos Schulfreundin aus, gehört aber zu Lord Kaede. Sie war so etwas wie Misaos Freundin.
- Beni-Guma – ist ein Mädchen, das von Lord Higa im Stich gelassen wird und daraufhin zu Misao überwechselt.
- Kaen-Guma – dient sowohl Lord Kaede als auch Lord Higa.

### Die Sippe des Himmels
- Kayano – Herr der Sippe des Himmels. Er wurde nur dafür geboren, um zu zerstören. Einen anderen Lebenszweck hat er nicht.
- Bishagatsuku – ist die Tochter des Herrn des Himmels, was sie lange Zeit nicht weiß. Eigentlich war sie Keiko Mase, eine Zeitungsjournalistin und enge Freundin Misaos.

### Andere
- Aida – gehört zum Clan der Ausgestoßenen. Diese sind Mischlinge zwischen den Menschen und den Clansangehörigen. Er besitzt das zweite Kamikaze-Schwert und will ebenfalls Misao beschützen.
- Zen – ist das Kind von Kaede und Higa. Er wurde als Kayanos Gegenpart geboren. Stirbt Kayano, so muss auch Zen sterben.